# Centaurium cochinchinense
Centaurium cochinchinense är en gentianaväxtart som först beskrevs av Spreng., och fick sitt nu gällande namn av George Claridge Druce. Centaurium cochinchinense ingår i släktet aruner, och familjen gentianaväxter. Inga underarter finns listade i Catalogue of Life.